# Raman Volkaŭ
Raman Leanidavič Volkaŭ (in bielorusso Раман Леанідавіч Волкаў?; Navapolack, 8 gennaio 1987) è un ex calciatore bielorusso, di ruolo attaccante.

## Carriera
Ha giocato nella massima serie dei campionati bielorusso e moldavo.

## Palmarès

### Club

#### Competizioni nazionali
- Coppa di Bielorussia: 1

Minsk: 2012-2013
- Cupa Federației: 1

Sfîntul Gheorghe: 2020
- Peršaja Liha: 2

Slavija-Mazyr: 2011
Hranit Mikašėvičy: 2014
- Cupa Federației: 1

Sfîntul Gheorghe: 2020